# Transformation du boustrophédon
La transformation du boustrophédon, ou algorithme boustrophédon, est une méthode mathématique permettant d'obtenir les coefficients du développement en série de Taylor des fonctions tangente, et sécante. Son nom fait référence au boustrophédon, une écriture dont le sens de lecture alterne d'une ligne à l'autre.

## Construction du triangle boustrophédon
Chaque ligne s'écrit dans le sens contraire de la précédente, en commençant par zéro ; et chaque terme se calcule en effectuant la somme du terme écrit précédemment et du terme écrit au-dessus, entre le précédent et lui. En partant de 1, on obtient le tableau triangulaire,, suivant :
|   |   |    |    |    |     |    |     | 1  |     |    |     |    |     |   |           |  |
|   |   |    |    |    |     | →  | 0   |    | 1   |    |     |    |     |   |           |  |
|   |   |    |    |    |     | 1  |     | 1  |     | 0  | ←   |    |     |   |           |  |
|   |   |    |    | →  | 0   |    | 1   |    | 2   |    | 2   |    |     |   |           |  |
|   |   |    |    | 5  |     | 5  |     | 4  |     | 2  |     | 0  | ←   |   |           |  |
|   |   | →  | 0  |    | 5   |    | 10  |    | 14  |    | 16  |    | 16  |   |           |  |
|   |   | 61 |    | 61 |     | 56 |     | 46 |     | 32 |     | 16 |     | 0 | ←         |  |
| → | 0 |    | 61 |    | 122 |    | 178 |    | 224 |    | 256 |    | 272 |   | 272, etc. |  |

Par exemple, le terme 14 est obtenu en calculant 10 + 4, ou 5 + 5 + 4 tandis que le terme 56 est obtenu en calculant 46 + 10 ou 16 + 16 + 14 + 10.
Plus formellement, le triangle des {\displaystyle B(n,k)} est défini pour {\displaystyle 0\leqslant k\leqslant n} par :
{\displaystyle B(0,0)=1}
et pour {\displaystyle n\geqslant 1} :
- si {\displaystyle n} est pair :

{\displaystyle B(n,n)=0,B(n,k)=B(n,k+1)+B(n-1,k)} pour {\displaystyle 0\leqslant k\leqslant n-1} ;
- si {\displaystyle n} est impair :

{\displaystyle B(n,0)=0,B(n,k)=B(n,k-1)+B(n-1,k-1)} pour {\displaystyle 1\leqslant k\leqslant n}.
Ce triangle est nommé triangle d'Euler-Bernoulli par Vladimir Arnold en 1992, (par boutade « parce que Pascal ne l'a pas considéré, et parce qu'Euler et Bernoulli ne l'ont pas considéré non plus ») mais surtout parce que les nombres non nuls de gauche sont les nombres d'Euler et ceux de droite sont liés aux nombres de Bernoulli. L'appellation « boustrophédon » apparaît sous la plume de Millar, Sloane, Young en 1996, reprise par John Conway et Richard Guy.
En 1995, Xavier Gourdon et Philippe Dumas donnent l'algorithme boustrophédon comme exemple de programme du logiciel Maple.
Le triangle boustrophédon est répertorié comme la suite A008280 de l'OEIS.

## Développement de la fonction tangente
La transformation du boustrophédon permet d'obtenir le développement limité de la fonction tangente en 0,. 
La suite {\displaystyle (B(n,n))_{n\geqslant 1}} des nombres formant le côté droit de ce triangle (sans le premier chiffre), soit 1, 0, 2, 0, 16, 0, 272, etc., forme la suite des coefficients du développement limité de la fonction tangente en 0 (en commençant par celui de {\displaystyle x^{1}}) :
{\displaystyle \tan x=1\times {\frac {x^{1}}{1!}}+0\times {\frac {x^{2}}{2!}}+2\times {\frac {x^{3}}{3!}}+0\times {\frac {x^{4}}{4!}}+16\times {\frac {x^{5}}{5!}}+0\times {\frac {x^{6}}{6!}}+272\times {\frac {x^{7}}{7!}}+o(x^{7})}
ce qui donne, après simplification :
{\displaystyle \tan x=x+{\frac {1}{3}}x^{3}+{\frac {2}{15}}x^{5}+{\frac {17}{315}}x^{7}+o(x^{7})}.
En poursuivant à l'infini, on obtient le développement en série de Taylor de la fonction tangente en 0 : {\displaystyle \operatorname {tan} x=\sum _{n=1}^{\infty }T_{n}{\frac {x^{2n-1}}{(2n-1)!}},|x|<\pi /2.}
Les termes de la suite {\displaystyle (T_{n})_{n\geqslant 1}=(B(2n-1,2n-1))_{n\geqslant 1}=(\tan ^{(2n-1)}(0))=(1,2,16,272,...)} sont appelés les nombres tangents, ou parfois les nombres d'Euler de deuxième espèce.   
Cette suite est répertoriée comme suite A000182 de l'OEIS, et avec les zéros intercalés, comme suite A350972 de l'OEIS.  
Une définition par récurrence forte de cette suite est {\displaystyle T_{1}=1,T_{n+1}=\sum _{k=1}^{n}{\binom {2n}{2k-1}}T_{k}T_{n+1-k}} (application par la formule de Leibniz de {\displaystyle \tan '=1+\tan ^{2}}). 
Le nombre {\displaystyle T_{n}} est le nombre de permutations alternées ascendantes de longueur {\displaystyle 2n-1} ; il s'exprime en fonction des nombres de Bernoulli.

## Développement de la fonction sécante
La suite {\displaystyle (B(n,0))_{n\geqslant 0}} formant le côté gauche du triangle (avec le premier chiffre), soit 1, 0, 1, 0, 5, 0, 61, 0, etc., donne la suite des coefficients du développement limité de la fonction sécante en 0 (en commençant par celui de {\displaystyle x^{0}}, c'est-à-dire le terme constant),.
{\displaystyle \sec x={\frac {1}{\cos x}}=1+0\times {\frac {x^{1}}{1!}}+1\times {\frac {x^{2}}{2!}}+0\times {\frac {x^{3}}{3!}}+5\times {\frac {x^{4}}{4!}}+0\times {\frac {x^{5}}{5!}}+61\times {\frac {x^{6}}{6!}}+0\times {\frac {x^{7}}{7!}}+o(x^{7})}.
En poursuivant à l'infini, on obtient le développement en série de Taylor de la fonction sécante :
{\displaystyle \operatorname {sec} x=\sum _{n=0}^{\infty }E_{n}{\frac {x^{2n}}{(2n)!}}} lorsque {\displaystyle |x|<\pi /2}.
Les termes de la suite {\displaystyle (E_{n})_{n\geqslant 0}=(B(2n,0))_{n\geqslant 0}=(\sec ^{(2n)}(0))=(1,1,5,61,1385,...)} sont appelés les nombres d'Euler et parfois les nombres sécants .   
Cette suite est répertoriée comme suite A000364 de l'OEIS, et avec les zéros intercalés et alternance de signes, comme suite A122045 de l'OEIS. 
Une définition par récurrence forte de cette suite est {\displaystyle E_{0}=1,E_{n+1}=\sum _{k=0}^{n}{\binom {2n+1}{2k}}E_{k}T_{n+1-k}} (application par la formule de Leibniz de {\displaystyle \sec '=\sec .\tan }). 
Le nombre {\displaystyle E_{n}} est le nombre de permutations alternées ascendantes de longueur {\displaystyle 2n}.

## Autre présentation du triangle
On définit le triangle des nombres {\displaystyle E(n,k)} pour {\displaystyle 0\leqslant k\leqslant n} par  :
{\displaystyle E(0,0)=1}
et pour {\displaystyle n\geqslant 1} :
{\displaystyle E(n,0)=0} ;
{\displaystyle E(n,k)=E(n-1,n-1)+E(n-1,n-2)+\cdots +E(n-1,n-k)} pour {\displaystyle 1\leqslant k\leqslant n}, (ou {\displaystyle E(n,k)=E(n,k-1)+E(n-1,n-k)}) ;
autrement dit, {\displaystyle E(n,k)} est la somme des {\displaystyle k} derniers termes de la ligne précédente.
On obtient ainsi le même triangle que précédemment sauf qu'une ligne sur deux a son sens inversé, :
{\displaystyle {\begin{cases}E(n,k)=B(n,k),&{\text{pour }}n{\text{ impair ;}}\\E(n,k)=B(n,n-k),&{\text{pour }}n{\text{ pair.}}\end{cases}}}
Cela donne le triangle suivant.
| kn | 0 | 1  | 2  | 3  | 4  | 5  | 6  |
| -- | - | -- | -- | -- | -- | -- | -- |
| 0  | 1 |    |    |    |    |    |    |
| 1  | 0 | 1  |    |    |    |    |    |
| 2  | 0 | 1  | 1  |    |    |    |    |
| 3  | 0 | 1  | 2  | 2  |    |    |    |
| 4  | 0 | 2  | 4  | 5  | 5  |    |    |
| 5  | 0 | 5  | 10 | 14 | 16 | 16 |    |
| 6  | 0 | 16 | 32 | 46 | 56 | 61 | 61 |

Par exemple, {\displaystyle E(5,4)=5+5+4+2=14+2=16}.
Sous cette forme, le triangle est nommé triangle des nombres d'Entringer, ce dernier l'ayant étudié en 1966, et répertorié comme la suite A008282 de l'OEIS.
Le nombre {\displaystyle E(n,k)} s'interprète comme le nombre de permutations alternées {\displaystyle \sigma } de {\displaystyle \{1,2,\cdots ,n+1\}} commençant par une descente (permutations dites descendantes) et telles que {\displaystyle \sigma (1)=k+1}.
On a alors sur la diagonale alternativement les nombres sécants et les nombres tangents : {\displaystyle E(2n,2n)=E_{n}}, {\displaystyle E(2n-1,2n-1)=T_{n}}.
La suite {\displaystyle (E(n,n))_{n\geqslant 0}=(A_{n})=(1,1,1,2,5,16,\cdots )} est la suite des nombres de permutations alternées ascendantes (ou des nombres de permutations alternées descendantes), répertoriée comme la suite A000111 de l'OEIS ; d'où le nom de nombres zigzag donnée aux {\displaystyle A_{n}}.
Elle peut être définie par sa fonction génératrice exponentielle :
{\displaystyle {\frac {1}{\cos x}}+\tan x=\tan \left({\frac {x}{2}}+{\frac {\pi }{4}}\right)=\sum _{n=0}^{+\infty }A_{n}{\frac {x^{n}}{n!}}} lorsque {\displaystyle |x|<\pi /2},
ou par récurrence forte par {\displaystyle A_{0}=1} et {\displaystyle 2A_{n+1}=\sum _{k=0}^{n}{\binom {n}{k}}A_{k}A_{n-k}}.

## Application à des valeurs approchées dunombre Pi
Le rayon de convergence de la série {\displaystyle \Sigma a_{n}x^{n}} où {\displaystyle a_{n}={\frac {E(n,n)}{n!}}} étant égal à {\displaystyle \pi /2}, {\displaystyle \lim {\frac {a_{n-1}}{a_{n}}}=\pi /2}, donc {\displaystyle \pi =\lim {\frac {2n\times E(n-1,n-1)}{E(n,n)}}},.
Par exemple, pour {\displaystyle n=9}, on obtient {\displaystyle \pi \approx 18\times 1385/7936\approx 3,1414}. L’intérêt de cette méthode est de donner des valeurs approchées de {\displaystyle \pi } uniquement à partir d'additions d'entiers, d'une multiplication et d'une division.

## Transformation du boustrophédon générale

Schéma de principe des additions

La transformation du boustrophédon consiste à transformer une suite initiale {\displaystyle (a_{0},a_{1},\cdots )} en la suite {\displaystyle (b_{1},b_{2},\cdots )} suivant le schéma indiqué ci-contre. L'algorithme indiqué ci-dessus consiste en le cas particulier où {\displaystyle (a_{0},a_{1},\cdots )=(1,0,0,\cdots )}.